# Alakbar Mammadov
Alakbar Mammadov (en azéri : Ələkbər Məmmədov, et en russe : Алекпер Мамедов) est un footballeur international soviétique et entraîneur de football azerbaïdjanais né le 9 mai 1930 à Bakou et mort le 28 juillet 2014 dans la même ville.

## Biographie

### Carrière de joueur
Natif de Bakou, Alakbar Mammadov intègre au cours de sa jeunesse dans les équipes de jeunes du Spartak Bakou. Il rejoint en 1947 les rangs du Neftianik Bakou et s'y démarque rapidement, faisant notamment partie de l'équipe qui dispute la première saison du club dans la première division soviétique lors de la saison 1949,. Il fait ainsi ses débuts en championnat contre le VVS Moscou le 17 avril 1949, peu avant ses 19 ans, et marque son premier but le 6 juillet suivant face au Dynamo Kiev lors d'une défaite 2-1.
Très souvent titularisé durant ses premières années, il ne peut cependant empêcher la relégation des siens à la fin de l'année 1950. Il inscrits l'année suivante 21 buts en deuxième division, terminant deuxième meilleur buteur tandis que le club échoue à la promotion en terminant quatrième. Ses performances lui valent l'intérêt de plusieurs grandes équipes du championnat et il finit par quitter Bakou en début d'année 1954 pour rallier le Dinamo Moscou.
Sous ces couleurs, Mammadov dispute 99 rencontres et marque 44 buts entre 1954 et 1959, prenant ainsi part à l'âge d'or que connaît le club durant cette période. Il remporte ainsi le championnat à quatre reprises et atteint la barre des douze buts lors de la saison 1956.
Son passage au Dinamo le voit également disputer ses seules rencontres avec la sélection soviétique, jouant quatre matchs avec celle-ci entre août 1958 et octobre 1959, dont un match de qualification pour l'Euro 1960 contre la Hongrie le 28 septembre 1958.
Quittant Moscou à l'issue de la saison 1959, il fait par la suite son retour au Neftianik Bakou, où il continue de jouer jusqu'en 1962 avant de raccrocher les crampons à l'âge de 32 ans,.

### Carrière d'entraîneur
Dans la foulée de la fin de sa carrière de joueur, Mammadov est nommé à la tête du Neftianik Bakou en début d'année 1963. Pour sa première saison, le club atteint la huitième place du championnat, son meilleur résultat en date. Après une douzième position en 1964, les mauvais résultats de l'équipe au début de l'exercice 1965 amènent à son départ durant le mois de juillet.
Il travaille dans les années qui suivent comme enseignant dans les universités de Bakou et occupe en parallèle un poste comme directeur des écoles de football de la RSS d'Azerbaïdjan. Il retrouve pour un temps le banc du Neftianik Bakou, devenu entre-temps le Neftchi, à partir de 1971. Après avoir amené l'équipe à la neuvième place ainsi qu'en demi-finale de la coupe nationale durant l'année de son retour, il quitte ses fonctions dès le mois de mai 1972 après un mauvais début de saison qui s'achève par la suite sur la relégation du club.
Après la dissolution de l'Union soviétique et l'indépendance de l'Azerbaïdjan, il devient brièvement sélectionneur de la sélection azerbaïdjanaise entre mai et juin 1993. Dirigeant quatre rencontres durant cette période, il remporte trois victoires pour un match nul.
Il occupe par la suite des postes au sein des comités exécutifs de la fédération de football et du comité nationale olympique d'Azerbaïdjan jusqu'à sa mort le 28 juillet 2014 à l'âge de 84 ans.

## Statistiques
| Saison                | Club                  | Championnat           | Championnat | Championnat | Coupe(s) nationale(s) | Coupe(s) nationale(s) | Total | Total |
| Saison                | Club                  | Division              | M.          | B.          | M.                    | B.                    | M.    | B.    |
| 1949                  | Neftianik Bakou       | D1                    | 34          | 3           | 2                     | 2                     | 36    | 5     |
| 1950                  | Neftianik Bakou       | D1                    | 34          | 6           | 2                     | 1                     | 36    | 7     |
| 1951                  | Neftianik Bakou       | D2                    | 34          | 21          | 1                     | 0                     | 35    | 21    |
| 1952                  | Neftianik Bakou       | D2                    | 20          | 8           | 4                     | 3                     | 24    | 11    |
| 1953                  | Neftianik Bakou       | D2                    | 10          | 3           | -                     | -                     | 10    | 3     |
| Sous-total            | Sous-total            | Sous-total            | 132         | 41          | 9                     | 6                     | 141   | 47    |
| 1954                  | Dinamo Moscou         | D1                    | 15          | 5           | -                     | -                     | 15    | 5     |
| 1955                  | Dinamo Moscou         | D1                    | 14          | 8           | 1                     | 0                     | 15    | 8     |
| 1956                  | Dinamo Moscou         | D1                    | 16          | 12          | -                     | -                     | 16    | 12    |
| 1957                  | Dinamo Moscou         | D1                    | 17          | 6           | 2                     | 2                     | 19    | 8     |
| 1958                  | Dinamo Moscou         | D1                    | 19          | 9           | 3                     | 0                     | 22    | 9     |
| 1959                  | Dinamo Moscou         | D1                    | 11          | 3           | 1                     | 0                     | 12    | 3     |
| Sous-total            | Sous-total            | Sous-total            | 92          | 43          | 7                     | 2                     | 99    | 45    |
| 1960                  | Neftianik Bakou       | D1                    | 11          | 2           | -                     | -                     | 11    | 2     |
| 1961                  | Neftianik Bakou       | D1                    | 14          | 2           | -                     | -                     | 14    | 2     |
| Sous-total            | Sous-total            | Sous-total            | 25          | 4           | -                     | -                     | 25    | 4     |
| Total sur la carrière | Total sur la carrière | Total sur la carrière | 249         | 88          | 16                    | 8                     | 265   | 96    |

## Palmarès
| Dynamo Moscou - Championnat d'Union soviétique (4) : - Champion : 1954, 1955, 1957 et 1959. |